# Таската Серски
Атанас Спасов Даскалов, известен като Таската Серски или Таската Врански, е български революционер, серски околийски войвода на Вътрешната македоно-одринска революционна организация.

## Биография
Роден е през февруари 1878 или в 1880 година в село Враня, тогава в Османската империя. Произхожда от учителско семейство, преселило се от Голешово. Основно образование получава във Враня. В 1901 година завършва българското педагогическо училище в Сяр. В Сяр заедно с група ученици организира революционен кръжок, който взима участие в революционните борби като подпомага учителите революционери. Работи като учител в Долни Порой и в Шугово. В 1901 година при опит да бъде арестуван става нелегален. Работи с Димитър Гущанов и доставя оръжие от Свободна България. В 1902 година е четник на Гоце Делчев. В 1902 година заедно с Гоце Делчев пренася от Свободна България голямо количество оръжие за ВМОРО. Участва в сражението на 21 април 1903 година при село Баница, в което е тежко ранен.
След като оздравява взима дейно участие в подготовката на въстание и е четник на Яне Сандански. След Илинденското въстание, в началото на 1904 година е избран за околийски войвода на Сярската революционна околия и член на Серския революционен комитет. Четата му е от 28 души четници, предимно дезертьори от Българската армия. Подвойводи са му Костадин Янчев, Димитър Терзийски и Димитър от Горно Броди. Таската Серски е сред най-близките сътрудници на Сандански. Делегат е на Серския конгрес през лятото на 1905 година отново е избран за войвода на Сярска околия. Делегат е и на Ловчанския конгрес в 1906 година и на Либяховския конгрес в 1907 година.
Взема участие в Младотурската революция и става активист на Народната федеративна партия – в 1910 година е избран за член на Централното ръководство на партията. Участва в похода към Цариград, заедно с Яне Сандански, Христо Чернопеев, Тодор Паница, Чудомир Кантарджиев, при детронирането на Абдул Хамид II. През октомври 1910 година по време на обезоръжителната акция е тормозен от властите.
През Балканската война е войвода на чета на Македоно-одринското опълчение, а по-късно служи в щаба на 15 щипска дружина. След освобождението на Сяр през 1912 година е назначен за негов кмет.
| Чета на МОО с командир Атанас Спасов | Чета на МОО с командир Атанас Спасов | Чета на МОО с командир Атанас Спасов | Чета на МОО с командир Атанас Спасов | Чета на МОО с командир Атанас Спасов | Чета на МОО с командир Атанас Спасов |
| Номер                                | Име                                  | Години                               | Околия                               | Селище                               | Бележки                              |
| ------------------------------------ | ------------------------------------ | ------------------------------------ | ------------------------------------ | ------------------------------------ | ------------------------------------ |
|                                      | Андрей Недев Пърличков               | 24(25)                               |                                      | Велес                                | орден „За храброст“ IV степен        |
|                                      | Васил Атанасов                       | 36                                   | Сярско                               | Метох                                |                                      |
|                                      | Велик Хаджимаринов                   | 35                                   | Сярско                               | Горно Броди                          |                                      |
|                                      | Гоце Димитров                        | 28                                   | Демирхисарско                        | Долни Порой                          |                                      |
|                                      | Димитър Сотиров                      | 35                                   | Сярско                               | Мантар махала                        |                                      |
|                                      | Иван Василев                         | 20                                   | Сярско                               | Лакос                                |                                      |
|                                      | Иван Парашкалиев                     | 38                                   | Сярско                               | Али паша                             |                                      |
|                                      | Кръсто Джелеханов                    | 28                                   | Сярско                               | Горно Броди                          |                                      |
|                                      | Никола Антонов                       | 25                                   | Сярско                               | Кула                                 |                                      |
|                                      | Никола Димитров Попов                | 25                                   | Сярско                               | Ореховица                            |                                      |
|                                      | Симеон Божов                         | 25(30)                               | Демирхисарско                        | Кърчово                              |                                      |
|                                      | Тома Минчев                          | 35                                   |                                      | Горна Джумая                         |                                      |
|                                      | Христо Тодоров                       | 28                                   | Сярско                               | Дутлия                               |                                      |

Участва и в Първата световна война.
След войните в София е член на Временното представителство на бившата ВМОРО. Убит е от член на десницата във ВМРО в 1923 година, на операционната маса в Александровската болница при операция от професор Александър Станишев.
Умира на 8 юли 1923 г. в София и е погребан в Централните софийски гробища.